# Глядянское
Глядянское — село в Курганской области, административный центр Притобольного района и Глядянского сельсовета.

## География
Село расположено на берегу Глядяны, старицы реки Тобол, при впадении в неё реки Глядянки; в 67 км к югу от Кургана. Занимает 214 га.

### Часовой пояс
Глядянское, как и вся Курганская область, находится в часовой зоне МСК+2. Смещение применяемого времени относительно UTC составляет +5:00.

## История
Основано в 1768 году крестьянами-переселенцами. Основателем считается крестьянин Утятской слободы Ялуторовского дистрикта Сибирской губернии Андриан Осипов сын Воденников.
С названием связана легенда. На берегу реки росла огромная сосна, которая служила стражем деревни. Постоянно на сосне находился часовой, который глядел, не идет ли враг, не возник ли пожар. От названия сосны, с которой «глядели» и получила название деревня.
Деревня относилась к Ялымской волости Курганского уезда Тобольской губернии.
В 1894—1923 гг. — центр Глядянской волости Курганского уезда Тобольской губернии. При Советской власти уезд входил сначала в Тюменскую губернию, а с 27 августа 1919 года — в Челябинское районное Управление на правах губернского органа, подчинённое Сибирскому Революционному Комитету, а с 21 апреля 1920 — Революционному Совету 1-й Армии Труда.
В 1919 году образован Глядянский сельсовет. На основании постановлений ВЦИК от 3 и 12 ноября 1923 года вошёл во вновь образованный Чернавский район Курганского округа Уральской области РСФСР.
С 15 сентября 1926 года по 1 февраля 1963 года село Глядянское — центр Глядянского района.
С 3 марта 1964 года по 12 января 1965 года село Глядянское — центр Глядянского сельского района.
С 12 января 1965 года село Глядянское — центр Притобольного района.
В годы Советской власти жители села работали в колхозе имени Калинина.

## Население
| 1782  | 1869  | 1893  | 1912  | 1926  | 1939  | 1959  |
| ----- | ----- | ----- | ----- | ----- | ----- | ----- |
| 138   | ↗447  | ↗702  | ↘700  | ↗1634 | ↗2320 | ↗2553 |
| 1970  | 1979  | 1989  | 2002  | 2010  | 2021  |       |
| ↗3824 | ↗4316 | ↗4993 | ↘4335 | ↘3964 | ↘3091 |       |

По данным переписи 1926 года в селе Глядянское (-ка) проживало 1634 человека, в том числе русские — 1625 чел., киргиз — 8 чел.

## Церковь
Деревня относилась к приходу церкви во имя святого праведного Прокопия Устюжского чудотворца в селении Низ-Чернавском, но в 1851 году храм сгорел.
В 1852 году в деревне устроен молитвенный дом. В 1853 году заложен деревянный храм во имя Святого Архистратига Михаила, освящён в 1858 году. В годы советской власти разрушен.
В 1990-х приход восстановлен, молитвенный дом устроен в приспособленном деревянном здании. В 2007 году на старом месте заложен новый храм.